# Лапедона
Лапедона (італ. Lapedona) — муніципалітет в Італії, у регіоні Марке,  провінція Фермо.
Лапедона розташована на відстані близько 175 км на північний схід від Рима, 60 км на південь від Анкони, 8 км на південний схід від Фермо.
Населення — 1174 особи (2014).
Щорічний фестиваль відбувається 15 липня. Покровитель — San Quirico.

## Демографія
Населення за роками:

Станом на 1 січня 2023 року в муніципалітеті офіційно проживали 83 іноземці з 18 країн, серед них 30 громадян країн Євросоюзу та 1 громадянин України.

## Сусідні муніципалітети
- Альтідона
- Кампофілоне
- Фермо
- Монтефьоре-делл'Азо
- Монтерубб'яно
- Мореско